# Campeonato Mundial de Piragüismo en Aguas Tranquilas de 2019
El XLV Campeonato Mundial de Piragüismo en Aguas Tranquilas se celebró en Szeged (Hungría) entre el 21 y el 25 de agosto de 2019 bajo la organización de la Federación Internacional de Piragüismo (ICF) y la Federación Húngara de Piragüismo.
Las competiciones se realizaron en el canal de piragüismo Maty-ér, ubicado al sudoeste de la ciudad húngara.

## Medallistas

### Masculino
| Evento            | Oro                                                                                            | Plata                                                                                    | Bronce                                                                                        |
| ----------------- | ---------------------------------------------------------------------------------------------- | ---------------------------------------------------------------------------------------- | --------------------------------------------------------------------------------------------- |
| K1 200 m (24.08)  | Liam Heath Reino Unido 34,86 s                                                                 | Strahinja Stefanović Serbia 35,04 s                                                      | Carlos Garrote · España · 35,12 s                                                             |
| K2 200 m (25.08)  | Yuri Postrigai · Alexandr Diachenko · Rusia · 33,05                                            | Piotr Mazur · Bartosz Grabowski · Polonia · 33,10                                        | Márk Balaska · Levente Apagyi · Hungría · 33,30                                               |
| K1 500 m (23.08)  | Tom Liebscher · Alemania · 1:35,04                                                             | Mikita Borykau · Bielorrusia · 1:35,19                                                   | Maxim Spesivtsev · Rusia · 1:35,49                                                            |
| K2 500 m (24.08)  | Stanislau Daineka · Dzmitry Natynchyk · Bielorrusia · 1:33,13                                  | Pelayo Roza · Pedro Vázquez Llenín · España · 1:33,48                                    | Marcus Groß · Martin Hiller · Alemania · 1:34,50                                              |
| K4 500 m (25.08)  | Tom Liebscher · Ronald Rauhe · Max Rendschmidt · Max Lemke · Alemania · 1:19,26                | Saúl Craviotto · Carlos Arévalo López · Rodrigo Germade · Marcus Walz · España · 1:19,77 | Erik Vlček · Adam Botek · Csaba Zalka · Samuel Baláž · Eslovaquia · 1:20,96                   |
| K1 1000 m (24.08) | Bálint Kopasz · Hungría · 3:36,07                                                              | Josef Dostál · República Checa · 3:37,31                                                 | Fernando Pimenta Portugal 3:37,63                                                             |
| K2 1000 m (25.08) | Max Hoff · Jacob Schopf · Alemania · 3:20,53                                                   | Francisco Cubelos · Íñigo Peña · España · 3:21,79                                        | Cyrille Carré Étienne Hubert Francia 3:22,96                                                  |
| K4 1000 m (23.08) | Lukas Reuschenbach · Felix Frank · Jakob Thordsen · Tobias-Pascal Schultz · Alemania · 2:48,79 | Vasili Pogreban · Alexei Vostrikov · Oleg Siniavin · Igor Kalashnikov · Rusia · 2:49,78  | Gábor Jakubík · Juraj Tarr · Denis Myšák · Ákos Gacsal · Eslovaquia · 2:50,44                 |
| K1 5000 m (25.08) | Aleh Yurenia · Bielorrusia · 19:54,07                                                          | Max Hoff · Alemania · 19:57,56                                                           | Fernando Pimenta Portugal 20:19,94                                                            |
| C1 200 m (25.08)  | Henrikas Žustautas · Lituania · 39,36                                                          | Artsiom Kozyr · Bielorrusia · 40,08                                                      | Zaza Nadiradze Georgia 40,24                                                                  |
| C2 200 m (23.08)  | Alberto Pedrero Lozoya · Pablo Graña Alonso · España · 36,06                                   | Michał Łubniewski · Arsen Śliwiński · Polonia · 36,18                                    | Artur Guliyev Elyorjon Mamadaliyev Uzbekistán 36,42                                           |
| C1 500 m (24.08)  | Sebastian Brendel · Alemania · 1:53,59                                                         | Anguel Kodinov Bulgaria 1:54,49                                                          | Oleg Tarnovschi Moldavia 1:54,94                                                              |
| C2 500 m (23.08)  | Li Qiang Xing Song China 1:37,33                                                               | Jonatán Hajdu · Ádám Fekete · Hungría · 1:38,41                                          | Alfonso Benavides · Antoni Segura Jimeno · España · 1:38,97                                   |
| C4 500 m (25.08)  | Ivan Shtyl · Pavel Petrov · Viktor Melantiev · Mijail Pavlov · Rusia · 1:34,69                 | Jan Vandrey · Conrad Scheibner · Tim Hecker · Moritz Adam · Alemania · 1:35,83           | Andrei Bahdanovich · Yevgueni Tenguel · Maxim Krysko · Vitali Asetski · Bielorrusia · 1:37,14 |
| C1 1000 m (25.08) | Isaquias Queiroz · Brasil · 3:59,23                                                            | Tomasz Kaczor · Polonia · 4:00,92                                                        | Adrien Bart Francia 4:01,55                                                                   |
| C2 1000 m (24.08) | Liu Hao Wang Hao China 3:40,55                                                                 | Serguey Torres Madrigal · Fernando Jorge Enríquez · Cuba · 3:41,46                       | Erlon de Souza Silva · Isaquias Queiroz · Brasil · 3:44,34                                    |
| C1 5000 m (25.08) | Sebastian Brendel · Alemania · 22:15,86                                                        | Balázs Adolf · Hungría · 22:19,15                                                        | Fernando Jorge Enríquez · Cuba · 22:30,46                                                     |

### Femenino
| Evento            | Oro                                                                              | Plata                                                                                          | Bronce                                                                                          |
| ----------------- | -------------------------------------------------------------------------------- | ---------------------------------------------------------------------------------------------- | ----------------------------------------------------------------------------------------------- |
| K1 200 m (24.08)  | Lisa Carrington Nueva Zelanda 39,39 s                                            | Marta Walczykiewicz · Polonia · 41,33 s                                                        | Emma Jørgensen · Dinamarca Teresa Portela Rivas · España · 41,34 s                              |
| K2 200 m (23.08)  | Maryna Litvinchuk · Volha Judzenka · Bielorrusia · 36,21                         | Špela Ponomarenko Janić Anja Osterman Eslovenia 36,72                                          | Blanka Kiss · Anna Lucz · Hungría · 36,79                                                       |
| K1 500 m (25.08)  | Lisa Carrington Nueva Zelanda 1:55,76                                            | Volha Judzenka · Bielorrusia · 1:57,39                                                         | Danuta Kozák · Hungría · 1:58,01                                                                |
| K2 500 m (24.08)  | Maryna Litvinchuk · Volha Judzenka · Bielorrusia · 1:42,55                       | Karolina Naja · Anna Puławska · Polonia · 1:43,34                                              | Špela Ponomarenko Janić Anja Osterman Eslovenia 1:44,21                                         |
| K4 500 m (25.08)  | Dóra Bodonyi · Erika Medveczky · Tamara Csipes · Alida Gazsó · Hungría · 1:32,91 | Maryna Litvinchuk · Volha Judzenka · Nadzeya Papok · Marharyta Majneva · Bielorrusia · 1:33,69 | Karolina Naja · Anna Puławska · Katarzyna Kołodziejczyk · Helena Wiśniewska · Polonia · 1:34,79 |
| K1 1000 m (24.08) | Tamara Csipes · Hungría · 4:07,90                                                | Justyna Iskrzycka · Polonia · 4:09,26                                                          | Lizzie Broughton Reino Unido 4:10,44                                                            |
| K2 1000 m (23.08) | Erika Medveczky · Réka Hagymási · Hungría · 3:34,23                              | Tabea Medert · Sarah Brüßler · Alemania · 3:35,59                                              | Karina Alanís · Maricela Montemayor · México · 3:40,91                                          |
| K1 5000 m (25.08) | Dóra Bodonyi · Hungría · 22:03,23                                                | Tabea Medert · Alemania · 22:03,85                                                             | Maryna Litvinchuk · Bielorrusia · 22:04,08                                                      |
| C1 200 m (24.08)  | Nevin Harrison Estados Unidos 49,30                                              | Olesia Romasenko · Rusia · 49,74                                                               | Alena Nazdrova · Bielorrusia · 49,99                                                            |
| C2 200 m (25.08)  | Lin Wenjun Zhang Luqi China 44,69                                                | Kincső Takács · Virág Balla · Hungría · 45,16                                                  | Dilnoza Rahmatova Nilufar Zokirova Uzbekistán 46,60                                             |
| C1 500 m (23.08)  | Alena Nazdrova · Bielorrusia · 2:00,73                                           | Xeniya Kurach · Rusia · 2:01,64                                                                | Anastasiya Chetverikova · Ucrania · 2:03,83                                                     |
| C2 500 m (25.08)  | Sun Mengya Xu Shixiao China 2:02,81                                              | Kincső Takács · Virág Balla · Hungría · 2:04,49                                                | Volha Klimava · Nadzeya Makarchanka · Bielorrusia · 2:07,74                                     |
| C1 5000 m (25.08) | Volha Klimava · Bielorrusia · 25:34,67                                           | María Mailliard · Chile · 25:56,41                                                             | Zhang Yajue China 25:14,90                                                                      |

## Medallero
| Núm. | País            | Oro | Plata | Bronce | Total |
| ---- | --------------- | --- | ----- | ------ | ----- |
| 1    | Bielorrusia     | 6   | 4     | 4      | 14    |
| 2    | Alemania        | 6   | 4     | 1      | 11    |
| 3    | Hungría         | 5   | 4     | 3      | 12    |
| 4    | China           | 4   | 0     | 1      | 5     |
| 5    | Rusia           | 2   | 3     | 1      | 6     |
| 6    | Nueva Zelanda   | 2   | 0     | 0      | 2     |
| 7    | España          | 1   | 3     | 3      | 7     |
| 8    | Brasil          | 1   | 0     | 1      | 2     |
| 8    | Reino Unido     | 1   | 0     | 1      | 2     |
| 10   | Estados Unidos  | 1   | 0     | 0      | 1     |
| 10   | Lituania        | 1   | 0     | 0      | 1     |
| 12   | Polonia         | 0   | 6     | 1      | 7     |
| 13   | Cuba            | 0   | 1     | 1      | 2     |
| 13   | Eslovenia       | 0   | 1     | 1      | 2     |
| 15   | Bulgaria        | 0   | 1     | 0      | 1     |
| 15   | Chile           | 0   | 1     | 0      | 1     |
| 15   | República Checa | 0   | 1     | 0      | 1     |
| 15   | Serbia          | 0   | 1     | 0      | 1     |
| 19   | Eslovaquia      | 0   | 0     | 2      | 2     |
| 19   | Francia         | 0   | 0     | 2      | 2     |
| 19   | Portugal        | 0   | 0     | 2      | 2     |
| 19   | Uzbekistán      | 0   | 0     | 2      | 2     |
| 23   | Dinamarca       | 0   | 0     | 1      | 1     |
| 23   | Georgia         | 0   | 0     | 1      | 1     |
| 23   | México          | 0   | 0     | 1      | 1     |
| 23   | Moldavia        | 0   | 0     | 1      | 1     |
| 23   | Ucrania         | 0   | 0     | 1      | 1     |
|      | TOTAL           | 30  | 30    | 31     | 91    |